# Krishna VR
Krishna VR (nacida como Krishna Valdez Ramírez, el 20 de mayo de 1999 en Sinaloa) es una artista fotógrafa y artista audiovisual mexicana, reconocida mundialmente por su técnica de autorretrato construido con estilo de fine art en el que crea personajes y atmósferas expresando una situación personal y del mundo que describe como metáforas en su obra.

## Biografía

### Primeros años
Krishna VR nació el 20 de mayo de 1999 en Culiacán, Sinaloa, siendo la más pequeña de 5 hermanos. Comenzó su recorrido artístico desde sus primeros años de vida, mostrando rápidamente interés por el arte: a los 10 años ya contaba con experiencia y conocimiento musical, teatral y dentro de la pintura, lo cual poco a poco fue llevándola a buscar medios de expresión artística que posteriormente mostraría mediante la creación de personajes imaginarios.
A los 11 años  y, a raíz de la pérdida de su hermano, Krishna empieza a canalizar sus emociones a través de distintas herramientas de edición fotográfica para representar su visión de la muerte y el alma. Empezó realizando fotomontajes con miembros de su familia y personas famosas y posteriormente empezó con los autorretratos, con la intención de transmitir una idea a través de su trabajo.
Entre sus primeras influencias e inspiraciones se encuentran Cristina Otero, Marina Mónaco, Lidia Vives, Eugenio Recuenco y Annie Leibovitz, quienes fueron los primeros que la hicieron explotar en cuestión visual con su trabajo.

### Exhibición en el Museo de Louvre
En 2015, logró ser una de los pocos mexicanos en ver exhibida su obra en el Museo de Louvre a los 15 años, gracias a su obra Ofelia. Durante esa edad, su trabajo empezó a tomar un rumbo propio: era más notorio el estilo que deseaba seguir a través de su visión pictórica y surreal. Esto propició que tuviera múltiples exposiciones en su natal Sinaloa y pláticas donde contaba sobre sus obras y estilo a jóvenes artistas interesados en conocer su proyecto. 

### SIPA AWARDSy nominaciones internacionales
A los 17 años, se convirtió en la primera mexicana, y la más joven, en obtener el primer lugar en los Siena International Photo Awards, uno de los galardones de fotografía más prestigiosos a nivel mundial, con su obra Ofelia en la categoría "Under 20",
Posteriormente, es nominada en los Global Art Awards celebrados en Emiratos Árabes Unidos, participando con su obra "The Last Judgement" y en donde resultó una de las 6 finalistas mundiales.
Durante los siguientes años, 2018 y 2019, el arte de Krishna creció a tal grado que pasó de exponer local a internacionalmente, en ciudades como Nueva York, Los Ángeles, Tokio, Shanghái, París y Ámsterdam.

### Conferencias y cursos
Con el objetivo de diversificar su trabajo y difundir su visión artística a jóvenes entusiastas de la fotografía, Krishna decide impartir cursos y talleres, destacando el evento MasterClass Photographers , compartiendo escenario con una leyenda de la fotografía como lo es Steve McCurry.
De igual manera, después, Krishna incursiona en la impartición de conferencias TEDx, tanto en TEDxLosMochis en 2019, como en TEDxHumaya en 2020 con sus conferencias "Arte: El idioma de la historia" y "El Superpoder de contar tu historia".

## Exposiciones
- The Exposure Award Collection (Museo de Louvre, 2015)
- Beyond the Lens (Siena, 2016)
- Creators Deserve to be Seen (Nueva York, 2016)
- Arte 40 (Guadalajara, 2017)
- Amsterdam International Art Fair (Ámsterdam, 2017)
- Art Expo New York (Nueva York, 2018)
- Tokyo International Photo Awards Winners (Tokio, 2018)
- Art In LA AFFAIR (Los Ángeles, 2018)
- Shanghái Art Fair (Shanghái, 2019)
- Image Nation Paris (París, 2019)

## Distinciones
- Siena International Photography Awards (Primer Lugar, 2016)[8]
- Fotofestin (Primer Lugar, 2016)
- Haz Click con México (Finalista, 2017)
- Tokyo International Photo Awards (Oro, 2018)
- Caravaggio International Prize, Milan (Mérito Artístico, 2018)
- Haz Click con México (Finalista, 2018)
- Px3 Prix de la Photographie Paris (Mención Honorífica, 2019)